# مارکوس باربوسا اولیویرا
سباستیائو مارکوس باربوسا د اولیویرا (پرتغالی: Sebastião Marcos Barbosa de Oliveira؛ زادهٔ ۲۱ ژوئن ۱۹۷۶) که با نام مارکوس شناخته می‌شود، بازیکن فوتبال پیشین اهل برزیل است.
از باشگاه‌هایی که در آن بازی کرده‌است می‌توان به ماریتیمو و براگا اشاره کرد.